# Β-fluoro-D-alanin
β-Fluoro-D-alanin je agonist NMDA receptora.